# César/Bestes Szenenbild
Der César in der Kategorie Bestes Szenenbild (Meilleurs décors) wird seit 1976 verliehen. Die Mitglieder der Académie des Arts et Techniques du Cinéma vergeben ihre Auszeichnungen für die besten Filmproduktionen und Filmschaffenden rückwirkend für das vergangene Kinojahr.
| Statistik                         | Name              | Anzahl | Jahr                                                       |
| --------------------------------- | ----------------- | ------ | ---------------------------------------------------------- |
| Häufigste Auszeichnungen          | Pierre Guffroy    | 3      | 1976, 1987, 1990                                           |
| Häufigste Auszeichnungen          | Jacques Saulnier  | 3      | 1978, 1985, 1994                                           |
| Häufigste Auszeichnungen          | Alexandre Trauner | 3      | 1977, 1980, 1986                                           |
| Häufigste Nominierungen           | Jacques Saulnier  | 10     | 1978, 1980, 1981, 1984, 1985, 1987, 1994, 1998, 2004, 2007 |
| Häufigste Nominierungen ohne Sieg | Bernard Evein     | 6      | 1977, 1978, 1983, 1985, 1987, 1989                         |

Die unten aufgeführten Filme werden mit ihrem deutschen Verleihtitel (sofern vorhanden) angegeben, danach folgt in Klammern in kursiver Schrift der französische Originaltitel. Die Nennung des französischen Originaltitels entfällt, wenn deutscher und französischer Filmtitel identisch sind. Die Gewinner stehen hervorgehoben an erster Stelle.

## 1970er-Jahre
1976
Pierre Guffroy – Wenn das Fest beginnt … (Que la fête commence)
- Richard Peduzzi – Das Fleisch der Orchidee (La chair de l’orchidée)
- Jean-Pierre Kohut-Svelko – Die Geschichte der Adèle H. (L’histoire d’Adèle H.)
- Jean-Pierre Kohut-Svelko – Nachtblende (L’important c’est d’aimer)

1977
Alexandre Trauner – Monsieur Klein
- Bernard Evein – Das Spielzeug (Le jouet)
- Pierre Guffroy – Mado
- Pierre Guffroy – Der Mieter (Le locataire)
- Ferdinando Scarfiotti – Barocco

1978
Jacques Saulnier – Providence
- Bernard Evein – Madame Rosa (La vie devant soi)
- Hilton McConnico – Süßer Wahn (Dites-lui que je l’aime)
- Jean-Pierre Kohut-Svelko – Wir kommen alle in den Himmel (Nous irons tous au paradis)

1979
Guy-Claude François – Molière
- Jacques Brizzio – Violette Nozière
- François de Lamothe – Das Freudenhaus in der Rue Provence (One, Two, Two : 122, rue de Provence)
- Théo Meurisse – Sale rêveur

## 1980er-Jahre
1980
Alexandre Trauner – Don Giovanni
- Pierre Guffroy – Tess
- Théo Meurisse – Den Mörder trifft man am Buffet (Buffet froid)
- Jacques Saulnier – I wie Ikarus (I comme Icare)

1981
Jean-Pierre Kohut-Svelko – Die letzte Metro (Le dernier métro)
- Dominique André – Der ungeratene Sohn (Un mauvais fils)
- Jean-Jacques Caziot – Die Bankiersfrau (La banquière)
- Jacques Saulnier – Mein Onkel aus Amerika (Mon oncle d’Amérique)

1982
Max Douy – Malevil
- Hilton McConnico – Diva
- Brian Morris – Am Anfang war das Feuer (La guerre du feu)
- Alexandre Trauner – Der Saustall (Coup de torchon)

1983
Alain Nègre – Die Wiederkehr des Martin Guerre (Le retour de Martin Guerre)
- Bernard Evein – Ein Zimmer in der Stadt (Une chambre en ville)
- François de Lamothe – Die Legion der Verdammten (Les misérables)
- Alexandre Trauner – Eine Frau wie ein Fisch (La truite)

1984
Hilton McConnico – Der Mond in der Gosse (La lune dans le caniveau)
- Jean-Pierre Kohut-Svelko – Das Auge (Mortelle randonnée)
- Jacques Saulnier – Das Leben ist ein Roman (La vie est un roman)
- Alexandre Trauner – Am Rande der Nacht (Tchao pantin)

1985
Jacques Saulnier – Eine Liebe von Swann (Un amour de Swann)
- Jean-Jacques Caziot – Les cavaliers de l’orage
- Bernard Evein – Geschichte eines Lächelns (Notre histoire)
- Enrico Job – Carmen

1986
Alexandre Trauner – Subway
- Jean-Jacques Caziot – Bras de fer
- Philippe Combastel – Gefahr im Verzug (Péril en la demeure)
- François de Lamothe – Mörderischer Engel (On ne meurt que deux fois)

1987
Pierre Guffroy – Piraten (Pirates)
- Bernard Evein – Thérèse
- Jacques Saulnier – Mélo
- Alexandre Trauner – Um Mitternacht (Autour de minuit)

1988
Willy Holt – Auf Wiedersehen, Kinder (Au revoir les enfants)
- Guy-Claude François – Die Passion der Beatrice (La passion Béatrice)
- Jean-Pierre Kohut-Svelko – Ennemis intimes

1989
Bernard Vézat – Camille Claudel
- Bernard Evein – Trois places pour le 26
- Thierry Leproust – Die Vorleserin (La lectrice)

## 1990er-Jahre
1990
Pierre Guffroy – Valmont
Michèle Abbé-Vannier – Bunker Palace Hôtel
Théo Meurisse – Zu schön für Dich (Trop belle pour toi)

1991
Ezio Frigerio – Cyrano von Bergerac (Cyrano de Bergerac)
- Ivan Maussion – Der Mann der Friseuse (Le mari de la coiffeuse)
- Dan Weil – Nikita

1992
Jean-Philippe Carp und Miljen Kreka Kljakovic – Delicatessen
- Philippe Pallut und Katia Wyszkop – Van Gogh
- Michel Vandestien – Die Liebenden von Pont-Neuf (Les amants du Pont-Neuf)

1993
Jacques Bufnoir – Indochine
- François de Lamothe – Ein Abendessen mit dem Teufel (Le souper)
- Hoang Thanh At – Der Liebhaber (L’amant)

1994
Jacques Saulnier – Smoking / No Smoking
- Jacques Bufnoir – Le bâtard de Dieu
- Hoang Thanh At – Germinal

1995
Gianni Quaranta – Farinelli
- Richard Peduzzi und Olivier Radot – Die Bartholomäusnacht (La reine Margot)
- Bernard Vézat – Die Auferstehung des Colonel Chabert (Colonel Chabert)

1996
Jean Rabasse – Die Stadt der verlorenen Kinder (La cité des enfants perdus)
- Jacques Rouxel, Ezio Frigerio und Christian Marti – Der Husar auf dem Dach (Le hussard sur le toit)
- Michèle Abbé-Vannier – Madame Butterfly

1997
Ivan Maussion – Ridicule – Von der Lächerlichkeit des Scheins (Ridicule)
- Guy-Claude François – Hauptmann Conan und die Wölfe des Krieges (Capitaine Conan)
- Jean-Marc Kerdelhue – Beaumarchais – Der Unverschämte (Beaumarchais l’insolent)

1998
Dan Weil – Das fünfte Element (The Fifth Element)
- Jacques Saulnier – Das Leben ist ein Chanson (On connaît la chanson)
- Bernard Vézat – Duell der Degen (Le bossu)

1999
Jacques Rouxel – Toulouse-Lautrec (Lautrec)
- Thierry Flamand – Place Vendôme
- Richard Peduzzi und Sylvain Chauvelot – Wer mich liebt, nimmt den Zug (Ceux qui m’aiment prendront le train)

## 2000er-Jahre
2000
Philippe Chiffre – Rembrandt
- François Emmanuelli – Peut-être
- Jean Rabasse – Asterix und Obelix gegen Caesar (Astérix et Obélix contre César)
- Hugues Tissandier – Johanna von Orleans (The Messenger: The Story of Joan of Arc)

2001
Jean Rabasse – Vatel
- Thierry François – Die Schule der verlorenen Mädchen (Saint-Cyr)
- Katia Wyszkop – Liebe Last Lust (Les destinées sentimentales)

2002
Aline Bonetto – Die fabelhafte Welt der Amélie (Le fabuleux destin d’Amélie Poulain)
- Antoine Fontaine – Die Lady und der Herzog (L’Anglaise et le duc)
- Guy-Claude François – Pakt der Wölfe (Le pacte des loups)

2003
Allan Starski – Der Pianist (The Pianist)
- Emile Ghigo – Der Passierschein (Laissez-passer)
- Arnaud de Moleron – 8 Frauen (8 femmes)
- Hoang Thanh At – Asterix & Obelix: Mission Kleopatra (Astérix et Obélix : mission Cléopâtre)

2004
Jacques Rouxel und Catherine Leterrier – Bon Voyage
- Patrick Durand – Monsieur N.
- Jacques Saulnier – Nicht auf den Mund (Pas sur la bouche)

2005
Aline Bonetto – Mathilde – Eine große Liebe (Un long dimanche de fiançailles)
- François Chauvaud – Die Kinder des Monsieur Mathieu (Les choristes)
- Jean-Pierre Fouillet – Immortal – New York 2095: Die Rückkehr der Götter (Immortel (ad vitam))

2006
Olivier Radot – Gabrielle – Liebe meines Lebens (Gabrielle)
- Loula Morin – Les âmes grises
- Jean-Michel Simonet – Merry Christmas (Joyeux Noël)

2007
Maamar Ech Cheikh – OSS 117 – Der Spion, der sich liebte (OSS 117: Le Caire nid d’espions)
- Dominique Douret – Tage des Ruhms (Indigènes)
- Jean-Luc Raoul – Les brigades du Tigre
- François-Renaud Labarthe – Lady Chatterley
- Jacques Saulnier – Herzen (Cœurs)

2008
Olivier Raoux – La vie en rose (La môme)
- Françoise Dupertuis – Molière
- Thierry Flamand – Le deuxième souffle
- Jean-Piere Kohut Svelko – Ein Geheimnis (Un secret)
- Christian Marti – Jacquou le croquant

2009
Thierry François – Séraphine
- Emile Ghigo – Public Enemy No. 1 – Mordinstinkt (Mesrine: L’instinct de mort) und Public Enemy No. 1 – Todestrieb (Mesrine: L’ennemi public n°1)
- Yvan Niclass – Home
- Jean Rabasse – Paris, Paris – Monsieur Pigoil auf dem Weg zum Glück (Faubourg 36)
- Olivier Raoux – Les Enfants de Timpelbach

## 2010er-Jahre
2010
Michel Barthélemy – Ein Prophet (Un prophète)
- Aline Bonetto – Micmacs – Uns gehört Paris! (Micmacs à tire-larigot)
- Maamar Ech Cheikh – OSS 117 – Er selbst ist sich genug (OSS 117: Rio ne répond plus)
- François-Renaud Labarthe – Der Retter (À l’origine)
- Olivier Radot – Coco Chanel – Der Beginn einer Leidenschaft (Coco avant Chanel)

2011
Hugues Tissandier – Adèle und das Geheimnis des Pharaos (Les aventures extraordinaires d’Adèle Blanc-Sec)
- Michel Barthélémy – Von Menschen und Göttern (Des hommes et des dieux)
- Guy-Claude François – Die Prinzessin von Montpensier (La princesse de Montpensier)
- Albrecht Konrad – Der Ghostwriter (The Ghost Writer)
- Christian Marti – Gainsbourg – Der Mann, der die Frauen liebte (Gainsbourg (vie héroïque))

2012
Laurence Bennett – The Artist
- Alain Guffroy – Haus der Sünde (L’apollonide (Souvenirs de la maison close))
- Pierre-François Limbosch – Nur für Personal! (Les femmes du 6e étage)
- Jean-Marc Tran Tan Ba – Der Aufsteiger (L’exercice de l’état)
- Wouter Zoon – Le Havre

2013
Katia Wyszkop – Leb wohl, meine Königin! (Les adieux à la reine)
- Philippe Chiffre – My Way – Ein Leben für das Chanson (Cloclo)
- Sylvie Olivé – Mademoiselle Populaire (Populaire)
- Jean-Vincent Puzos – Liebe (Amour)
- Florian Sanson – Holy Motors

2014
Stéphane Rozenbaum – Der Schaum der Tage (L’écume des jours)
- Yan Arlaud – Michael Kohlhaas
- Benoît Barouh – Renoir
- Aline Bonetto – Die Karte meiner Träume (L’extravagant voyage du jeune et prodigieux T. S. Spivet)
- Sylvie Olivé – Maman und ich (Les garçons et Guillaume, à table!)

2015
Thierry Flamand – Die Schöne und das Biest (La belle et la bête)
- Sébastien Birchler – Timbuktu
- Aline Bonetto – Yves Saint Laurent
- Jean-Philippe Moreaux – Der Unbestechliche – Mörderisches Marseille (La French)
- Katia Wyszkop – Saint Laurent

2016
Martin Kurel – Madame Marguerite oder die Kunst der schiefen Töne (Marguerite)
- Toma Baquéni – Meine goldenen Tage (Trois souvenirs de ma jeunesse)
- Michel Barthélémy – Dämonen und Wunder (Dheepan)
- Jean Rabasse – L’odeur de la mandarine
- Katia Wyszkop – Tagebuch einer Kammerzofe (Journal d’une femme de chambre)

2017
Jérémie Duchier – Monsieur Chocolat (Chocolat)
- Michel Barthélémy – Frantz
- Carlos Conti – Die Tänzerin (La danseuse)
- Riton Dupire-Clément – Die feine Gesellschaft (Ma loute)
- Katia Wyszkop – Planetarium

2018
Pierre Quefféléan – Au revoir là-haut
- Laurent Baude – Barbara
- Emmanuelle Duplay – 120 BPM (120 battements par minute)
- Christian Marti – Le Redoutable (Le redoutable)
- Pierre Renson – Frühes Versprechen (La promesse de l’aube)

2019
Michel Barthélémy – The Sisters Brothers
- Pascal Le Guellec – Der Schmerz (La douleur)
- Emile Ghigo – Vidocq – Herrscher der Unterwelt (L’empereur de Paris)
- David Faivre – Der Preis der Versuchung (Mademoiselle de Joncquières)
- Thierry François – Ein Volk und sein König (Un peuple et son roi)

## 2020er-Jahre
2020
Stéphane Rozenbaum – Die schönste Zeit unseres Lebens (La belle époque)
- Benoît Barouh – The Wolf’s Call – Entscheidung in der Tiefe (Le chant du loup)
- Thomas Grézaud – Porträt einer jungen Frau in Flammen (Portrait de la jeune fille en feu)
- Jean Rabasse – Intrige (J’accuse)
- Franck Schwarz – Vorhang auf für Cyrano (Edmond)

2021
Carlos Conti – Was dein Herz dir sagt – Adieu ihr Idioten! (Adieu les cons)
- Benoît Barouh – Sommer 85 (Été 85)
- Nicolas de Boiscuillé – De Gaulle
- David Faivre – Leichter gesagt als getan (Les choses qu’on dit, les choses qu’on fait)
- Thierry François – Die perfekte Ehefrau (La bonne épouse)

2022
Riton Dupire-Clément – Verlorene Illusionen (Illusions perdues)
- Emmanuelle Duplay – Aline – The Voice of Love (Aline)
- Florian Sanson – Annette
- Bertrand Seitz – À la Carte! – Freiheit geht durch den Magen (Délicieux)
- Stéphane Taillasson – Eiffel in Love (Eiffel)

2023
Christian Marti – Simone, le voyage du siècle
- Michel Barthélémy – In der Nacht des 12. (La nuit du 12)
- Sébastian Birchler – Couleurs de l’incendie
- Emmanuelle Duplay – Forever Young (Les Amandiers)
- Sébastien Vogler – Pacifiction (Pacifiction: Tourment sur les îles)

2024
Stéphane Taillasson – Die drei Musketiere – D’Artagnan (Les Trois Mousquetaires: D’Artagnan) und Die drei Musketiere – Milady (Les Trois Mousquetaires: Milady)
- Toma Baquéni – Geliebte Köchin (La passion de Dodin Bouffant)
- Emmanuelle Duplay – Anatomie eines Falls (Anatomie d’une chute)
- Julia Lemaire – Animalia (Le règne animal)
- Angelo Zamparutti – Jeanne du Barry

2025
Stéphane Taillasson – Der Graf von Monte Christo (Le Comte de Monte-Cristo)
- Emmanuelle Duplay – Emilia Pérez
- Jean-Philippe Moreaux – L’amour ouf
- Olivier Radot – Sarah Bernhardt, La Divine
- Stéphane Rozenbaum – Monsieur Aznavour